# Flagge Alaskas

Flagge Alaskas
Flaggenverhältnis 125:177

Die Flagge des US-Bundesstaats Alaska wurde am 2. Mai 1927 angenommen.

## Gestaltung

Großer Wagen und Polarstern

Die Flagge zeigt acht goldene Sterne auf dunkelblauem Grund. Sie stellen die Sternkonstellation Großer Wagen mit dem Polarstern dar. In der offiziellen Beschreibung steht das Blau für den abendlichen Himmel, das blaue Meer, die Bergseen und die Wildblumen Alaskas (Vergissmeinnicht). Die Farbe Gold symbolisiert den Reichtum, der sich in Alaskas Bergen und Flüssen verbirgt.

## Geschichte
In Alaska galt ab 1867, als das Gebiet von Russland an die Vereinigten Staaten von Amerika verkauft worden war, die US-Flagge. 1927 wurde ein Wettbewerb durchgeführt, bei dem Schulkinder der Klassenstufen 7 bis 12 aus ganz Alaska eine eigene Flagge für das 1912 gegründete Alaska-Territorium entwerfen sollten. Aus den etwa 700 eingereichten Vorschlägen wurde der Entwurf von John Ben („Benny“) Benson, einem 13-jährigen Ureinwohner Alaskas aus Seward, für die neue Flagge Alaskas ausgewählt. Die meisten anderen Entwürfe verwendeten Variationen des Staatssiegels oder Symbole wie die Mitternachtssonne, das Polarlicht, Bären oder Goldwäscherpfannen. Benson erhielt für seinen Vorschlag ein Preisgeld in Höhe von 1000 Dollar und eine Uhr.

## Trivia
In einer 2001 durchgeführten Internet-Abstimmung der North American Vexillological Association (Nordamerikanischer Flaggenkunde-Verband) über die am besten gestalteten Flaggen von US-Bundesstaaten und kanadischen Provinzen wurde die Flagge Alaskas auf den fünften Platz gewählt.